# The Sound of Silence
"The Sound of Silence" är en sång skriven av Paul Simon och inspelad av folkmusikduon Simon and Garfunkel. Den skrevs i februari 1964, och framfördes 1964, strax efter mordet på John F. Kennedy den 22 november 1963.
Paul Simon spelar akustisk gitarr på inspelningen medan både Paul Simon och Art Garfunkel sjunger. Den var ursprungligen inspelad för albumet Wednesday Morning, 3 AM, men sedan lades elektriska musikinstrument på inför en återlansering som singel i september 1965. Singeln nådde listorna tills den toppade den 1 januari 1966, och den fanns även på albumet Sounds of Silence 1966.
Låten kallades ursprungligen "The Sounds of Silence," och kallas så på tidiga albumutgåvor och på singeln. Men på senare samlingar kallades den "The Sound of Silence." Både singular- och pluralformen förekommer i sångtexten.

## I populärkultur
När regissörerna Mike Nichols och Sam O'Steen redigerade sin film The Graduate (1967) timades vissa scener till "Sound of silence", med meningen att senare byta ut låten till filmens originalsoundtrack, men de kom fram till att låten inte kunde ges ett adekvat substitut och rättigheterna köptes in. Detta var innan man hade börjat att återanvända äldre låtar i film och eftersom "Sound of silence" legat på topplistorna över ett år tidigare var detta ett ovanligt grepp. Sången användes tre gånger i filmen i inledningen och avslutningen.Den används också i filmen Bobby (2006), där den spelas under Robert Kennedys segertal på Ambassador Hotel, strax innan han blir dödad.
"Sound of silence" har även hörts i Kingpin (1996), Old School (2003) och Watchmen (2009). Den förekommer även i den fjärde säsongen av TV-serien Arrested Development , som ett återkommande skämt, då i bakgrunden för att gestalta att någon karaktär har en inre reflektion.

## Listplaceringar
| Lista (1965-1966) | Position              |
| ----------------- | --------------------- |
| Flandern          | 11                    |
| Frankrike         | 30                    |
| Nederländerna     | 11                    |
| Kanada            | 4 (RPM)               |
| Nya Zeeland       | 2 (NZ Listner)        |
| USA               | 1 (Billboard Hot 100) |
| Vallonien         | 37                    |
| Västtyskland      | 9                     |
| Österrike         | 3                     |

## Coverversioner
- The Bachelors släppte en cover som singel (Decca F12351, 9 april 1966), som nådde tredjeplatsen på den brittiska listorna, och finns på många av deras album.
- B.B. Seaton och The Gaylads spelade in en reggaeversion 1967.[10]
- Den nederländske artisten Boudewijn de Groot inkluderade en version på nederländska 1965 på albumet Apocalyps. Texten skrevs av Lenneart Nijgh.
- Låten spelades in som cover på franska av Gérard Lenorman under titeln "Chanson d'innocence" 1981.
- Det tyska etherealbandet Dark Orange släppte två versioner av låten 1992 som singel.
- "The Sounds of Silence" spelades in som cover av den isländska sångaren Emilíana Torrini för ett samlingsalbum 1996.
- Gregorian spelade 1999 in en version för albumet Masters of Chant.
- Progressive metal-bandet Nevermore spelade också in sin egen version för albumet Dead Heart in a Dead World år 2000.
- Det tyska metalbandet Atrocity spelade in en cover på låten för albumet Gemini år 2000.
- Dinu Bomha släppte en instrumentalversion till panflöjt 1999.
- Shaw Blades, bestående av Night Rangers Jack Blades och Styx Tommy Shaw, som 2007 spelade in låten på albumet Influences.
- I november 2007 släppte den brittiska koralkvartetten All Angels på skivbolaget Universal Records en cover på låten på albumet Into Paradise.
- Den argentinska sångaren Sergio Denis har spelat in en spanskspråkig version av sången.
- Ascension of The Watchers på albumet Numinosum
- Ove Jungsjö skrev en text på svenska som heter En ton av tystnad, vilken ursprungligen spelades in av Tommy Körberg 1970 som B-sida till singeln Sol på Jorden, vilken låg på Svensktoppen i två veckor under perioden 10-17 oktober 1971, med placeringarna 6 och 9 [11], samt av Anni-Frid Lyngstad 1993 på albumet Tre kvart från nu.
- Alternativ metal-bandet Disturbed spelade in en coverversion på låten som finns med på deras studioalbum Immortalized som utgavs 2015.

## Livecovers
- Den nyzeeländske låtskrivaren Brooke Fraser framförde en livecoverversion av låten för turnén kring albumet Albertine och finns på deluxeversionen av studioalbumet med samma namn.
- Alizée framförde en livecoverversion av låten under turnén "Psychédélices" i Moskva, Ryssland den 18 maj 2008. Innan framförandet började sa hon att det var hennes favoritlåt."
- The Smashing Pumpkins framförde en tung livecoverversion av låten under sin 20-årsturné.